# Lighthouse X
 (décembre 2016).
Lighthouse X est un groupe pop danois formé en 2012 par les trois chanteurs et acteurs Søren Bregendal, Martin Skriver et Johannes Nymark.
Ses objectifs sont de soutenir les enfants et les jeunes en difficulté. Ils le font en particulier grâce à une coopération étroite avec les organisations "Børnehjertefonden", "Julemærkefonden" et "Børn, Unge og Sorg".
Ils ont représenté le Danemark au Concours Eurovision de la chanson 2016 à Stockholm mais n'ont pas été qualifiés pour la finale, le 14 mai.

## Carrière
Le 13 octobre 2014, Lighthouse X a sorti son premier single "Kærligheden kalder". La chanson a réussi à atteindre la 37e place des classements au Danemark.
Après un deuxième single, "Hjerteløst", le groupe a sorti son premier EP éponyme Lighthouse X.
En février 2016, le groupe a pris part à Dansk Melodi Grand Prix, le concours de musique qui sélectionne le représentant du Danemark pour le Concours Eurovision de la chanson. La compétition a eu lieu le 13 février 2016 au Forum Horsens à Horsens. Le groupe a participé avec la chanson "Soldiers of Love". Ils gagnent finalement avec 42 % du vote du public après avoir atteint la super final.
Ils se produiront à l'Eurovision Song Contest 2016 au cours de la deuxième demi-finale, le 12 mai 2016.

## Discographie

### Extended plays
| Titre        | Détails                                                                            |
| ------------ | ---------------------------------------------------------------------------------- |
| Lighthouse X | - Sortie : 16 février 2015 - Label: North-East Production - Format: Téléchargement |

### Singles
| 2014                                           | "Kærligheden kalder"   | 37 | Lighthouse X      |
| 2015                                           | "Hjerteløst"           | —  | Lighthouse X      |
| 2015                                           | "Nattens gløder"       | —  | Lighthouse X      |
| 2015                                           | "It's a Brand New Day" | —  | Non-album singles |
| 2015                                           | "Home"                 | —  | Non-album singles |
| 2016                                           | "Soldiers of Love "    | 12 | Non-album singles |
| "—" indique un single non classé ou non sorti. |                        |    |                   |